# 1697

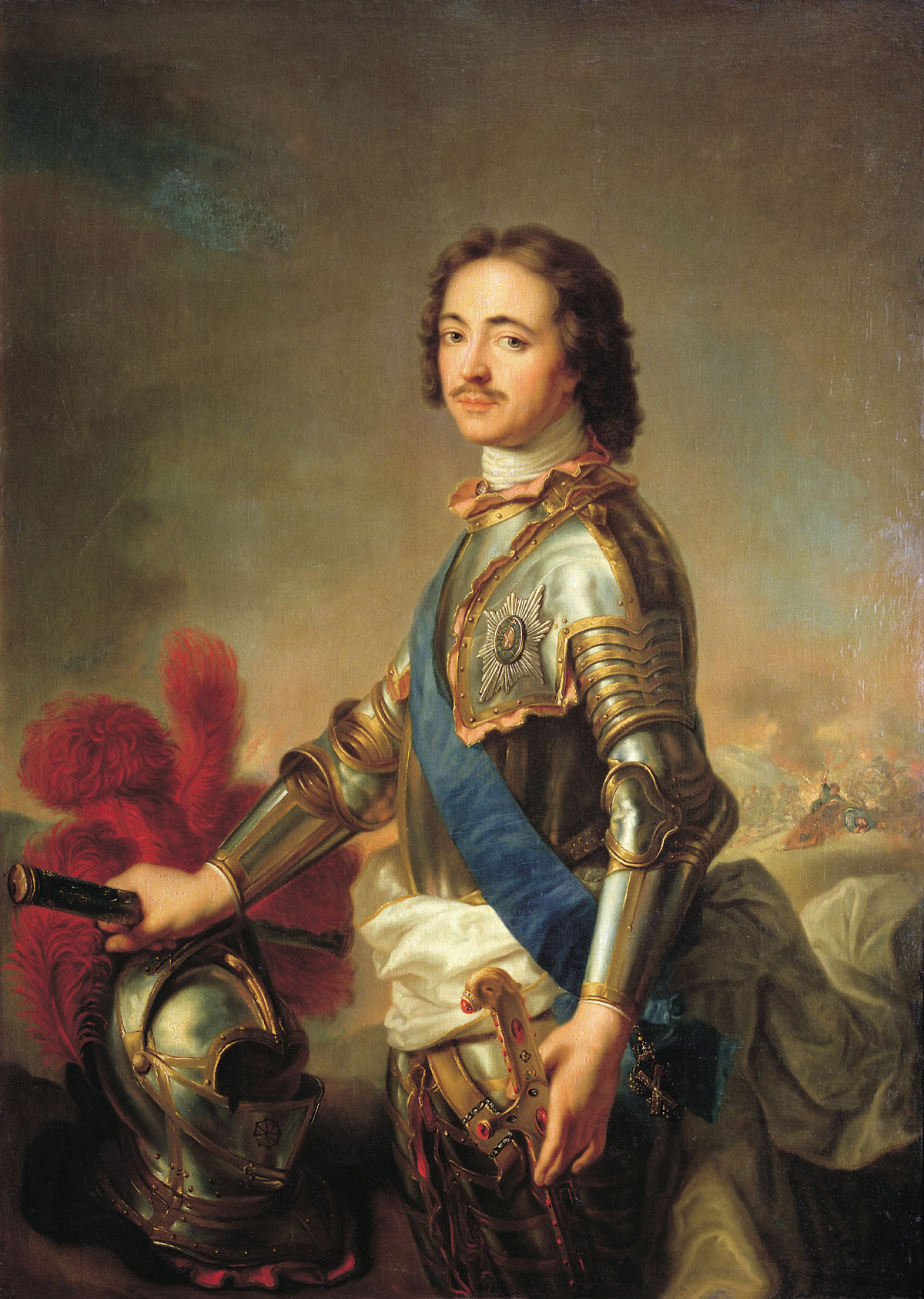
Peter de Grote

Het jaar 1697 is het 97e jaar in de 17e eeuw volgens de christelijke jaartelling.

## Gebeurtenissen
januari
- 10 - De rivier Swan in West-Australië wordt door de Hollandse ontdekkingsreiziger Willem de Vlamingh, vanwege de zwarte zwanen die hij daar aantreft, de "Swarte Swaene Drift" genoemd.
- 14 - De kolonie Massachusetts toont met een dag van vasten berouw voor de heksenprocessen van Salem.
- 28 - De Engelse generaal-majoor John Fenwick wordt onthoofd wegens samenzwering tegen koning Willem III.

maart
- 2 - Een diplomatieke missie bestaande uit 250 man verlaat Moskou voor een reis door Europa. Onder een schuilnaam maakt tsaar Peter de Grote zelf deel uit van de Grote Ambassade.
- 13 - Tayasal, het laatste vorstendom van de Itza - Maya wordt door de Spanjaarden veroverd.

juni
- 1 - De keurvorst van Saksen, Frederik August I, gaat heimelijk over tot de Rooms-Katholieke kerk om zich kandidaat te kunnen stellen voor de Poolse troon.

juli
- 27 - In de lange telling 12.4.0.0.0, in de korte telling het katun 10 Ahau (18 Uo). Avendaño wist van deze katunwisseling en de voorspelling dat het een grote verandering voor de Maya zou brengen.

augustus
- 8 - De Grote Ambassade van Peter de Grote arriveert in Zaandam. De tsaar gaat een stage volgen in de scheepsbouw.

september
- 1 - Keurvorst Frederik August I van Saksen wordt als August II tot nieuwe koning van Polen en grootvorst van Litouwen gekroond. Hij is gekozen door de Poolse adel met voorbijgaan aan de zoon van de overleden Jan Sobieski.
- 20 - Ondertekening van de Vrede van Rijswijk, bewerkstelligd door Bentinck. Eind van de Negenjarige Oorlog.

december
- 2 - In de nog onvoltooide St Paul's Cathedral in Londen wordt de eerste dienst gehouden. Het is een dankdienst voor de Vrede van Rijswijk.

## Muziek
- François Couperin schrijft het lied Qu'on ne me dise. Air sérieux

## Bouwkunst

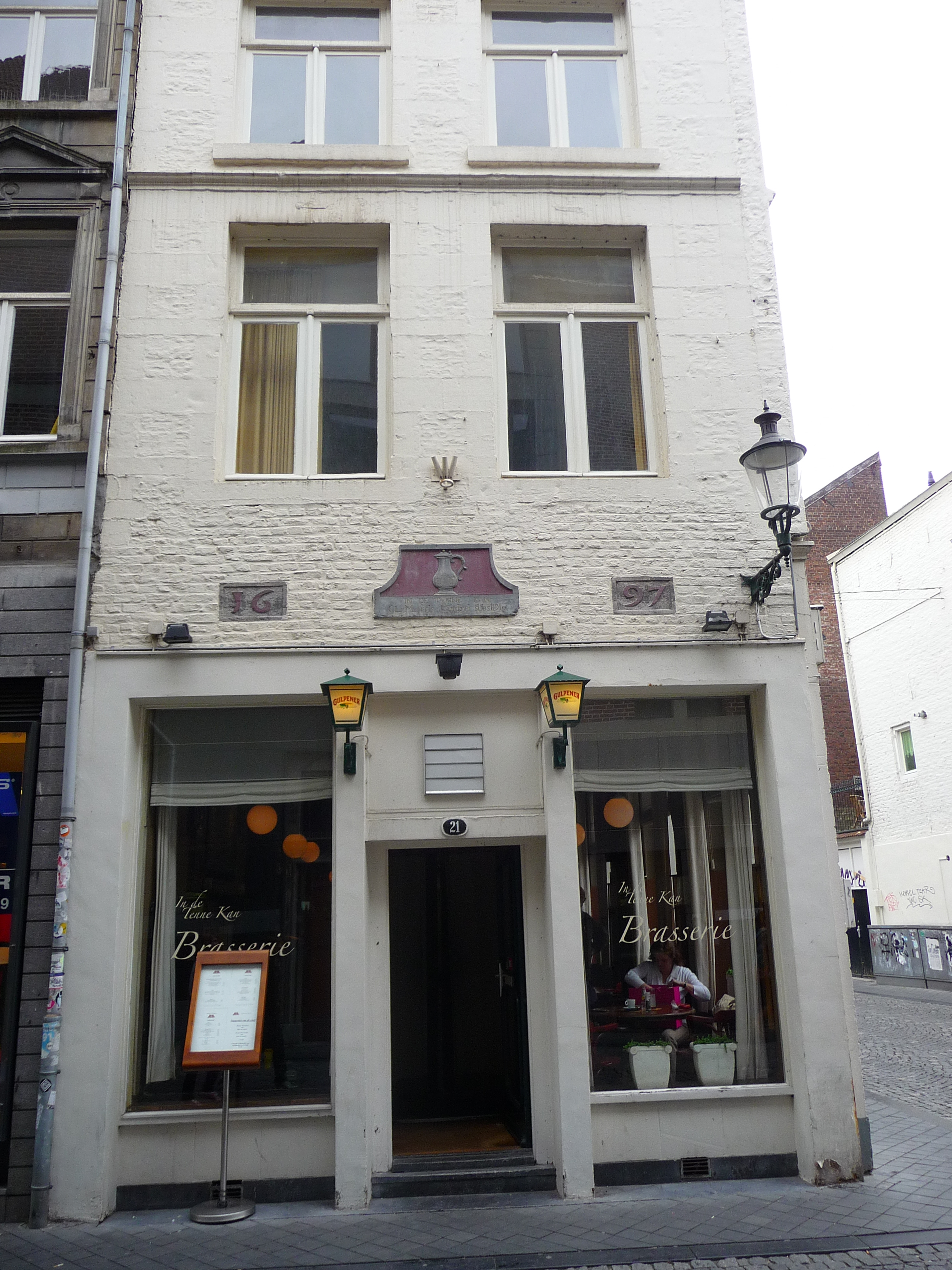
Woonhuis, Maastricht (1697)

## Geboren
januari
- 1 - Joseph François Dupleix, gouverneur-generaal van de Franse kolonie in India (overleden 1763)
- 30 - Johann Joachim Quantz, Duits componist (overleden 1773)

mei
- 10 - Jean-Marie Leclair, Franse componist en violist (overleden 1764)

november
- 10 - William Hogarth, Engels kunstschilder en graveur (overleden 1764)
- 25 - Gerhard Tersteegen, Duits protestants dichter en mysticus (overleden 1769)

datum onbekend
- Herman Venema, Nederlands hoogleraar theologie (overleden 1787)

## Overleden
maart
- 29 - Nicolaus Bruhns (~32), Duits componist en organist

april
- 5 - Karel XI van Zweden (41), koning van Zweden

juni
- 18 - Gregorius Barbarigo (71), Italiaans kardinaal en heilige

november
- 2 - Constantijn Huygens jr. (69), Nederlands staatsman en wetenschapper